# Frank-Martin Neupärtl
Frank-Martin Neupärtl (* 22. Januar 1961 in Treysa; † 1. Dezember 2014 in Borken (Hessen)) war ein deutscher Kommunalpolitiker und von November 2002 bis zu seinem Tod Landrat des Schwalm-Eder-Kreises.

## Leben
Neupärtl begann nach seinem Abitur an der Bundespräsident-Theodor-Heuss-Schule in Homberg das Jura-Studium an der Philipps-Universität Marburg.
Nach dem 1. und 2. juristischen Staatsexamen wurde er im Jahr 1991 zum Richter am Amtsgericht Homberg (Efze) ernannt, an dem er bis 1998 tätig war. Im Jahr 1995 wurde er zum stellvertretenden Direktor am Amtsgericht ernannt. Er war zudem in den Jahren 2002 bis 2014 Vorsitzender des Verwaltungsrates der Kreissparkasse Schwalm-Eder. Neupärtl war verheiratet mit der Rechtsanwältin Dagmar Neupärtl, mit der er eine gemeinsame Tochter hat.
Frank-Martin Neupärtl starb nach schwerer Krebserkrankung.

## Politik
Frank-Martin Neupärtl war Mitglied der SPD. Dort war er in den Jahren 2009 bis 2014 Vorsitzender des Unterbezirks Schwalm-Eder sowie Mitglied im Landesvorstand der Arbeitsgemeinschaft sozialdemokratischer Juristen in Hessen.
Im Jahr 1998 wurde er zum hauptamtlichen Ersten Kreisbeigeordneten des Schwalm-Eder-Kreises gewählt. Mit diesem Amtsbonus als Stellvertreter des Landrats ausgestattet kandidierte er um die Nachfolge des scheidenden Landrats Jürgen Hasheider. Am 17. März 2002 wurde Neupärtl im ersten Wahlgang mit 61,8 % der Stimmen gewählt. Sein Amt als Landrat trat er am 1. Dezember 2002 an. Neupärtl wurde am 13. April 2008 mit 61,4 % der Stimmen und am 25. Mai 2014 mit 74,4 % der Stimmen (diesmal ohne Gegenkandidaten) im Amt bestätigt. Seine dritte Amtszeit hätte am 30. November 2020 geendet.
Neupärtl war seit 2013 Vorsitzender der Bezirksversammlung Nord des Hessischen Landkreistages.